# War of the Grail
War of the Grail est un jeu vidéo du type beat them all-action, développé et édité par Capcom en 2006 sur système d'arcade Taito Type X+,.